# Éva Marton
Éva Marton (Budapest, 18 giugno 1943) è un soprano ungherese.

## Biografia
Ha studiato canto all'Accademia musicale Franz Liszt di Budapest, debuttando come professionista al festival lirico estivo dell'isola Margareten come Kate Pinkerton nella Madama Butterfly di Puccini.
Negli anni successivi, la Marton si produsse in teatri di provincia, finché nel 1968 fece il suo ingresso all'Opera di Stato Ungherese come la Regina Šemaka nel Gallo d'oro di Rimskij-Korsakov, cantando stabilmente in quel teatro fino al 1972.
Nel 1972 avvenne la svolta nella carriera del giovane soprano: fu scelta da Cristoph von Dohnanyi per cantare all'Opera di Francoforte la Contessa nelle Nozze di Figaro, interpretò al Maggio Musicale Fiorentino – sotto la direzione di Riccardo Muti – Matilde nel Guglielmo Tell di Rossini e ritornò a Budapest per cantare Odabella nell'Attila di Verdi.
Nel 1973 debuttò alla Wiener Staatsoper in Tosca, nel '77 fu la volta dell'Opera di Stato di Amburgo con La donna senz'ombra di Strauss e alla San Francisco Opera con l'Aida.
Nel 1978 avvenne l'atteso debutto alla Scala di Milano col Trovatore, l'anno successivo affrontò per la prima volta alla Civic Opera House di Chicago il ruolo di Maddalena nell'Andrea Chénier di Giordano.
Nel 1981 cantò al festival dell'opera di Monaco il ruolo da protagonista in Elena egizia di Strauss, diretta da Wolfgang Sawallisch; nel biennio 1982-83 sostenne il ruolo di Leonora nel Fidelio di Beethoven sotto la direzione di Lorin Maazel nel Großes Festspielhaus di Salisburgo.
La carriera della Marton continua brillantemente nel corso degli anni ottanta e novanta.
Nel 1992 è Elettra nell'opera omonima all'Opéra National de Paris.
Dal 2000 ha diradato vistosamente l'attività, ma ha ampliato il proprio repertorio con nuovi ruoli: Isotta (Opera di Stato di Amburgo, 2000), Kundry (Barcellona, Lisbona, 2001), Fedora (in concerto al festival dell'opera di Miskolc, 2006-07), Elettra (Düsseldorf), Kostelnička (Amburgo).
Si è ritirata dalle scene nel marzo 2008 dopo aver interpretato il ruolo mezzosopranile di Clitennestra nell'Elettra di Strauss, tuttavia nel novembre 2010 è tornata sulle scene col medesimo ruolo al Grand Théâtre de Genève

### Il repertorio wagneriano e il Met
La Marton ha affrontato per la prima volta il repertorio wagneriano al suo debutto al Metropolitan Opera di New York (1976) interpretando il ruolo di Eva nei Maestri cantori di Norimberga, mentre nel biennio 1977-78 ha cantato al Festival di Bayreuth i ruoli di Elisabetta e Venere nel Tannhäuser, riproponendo l'interpretazione di Elisabetta al Metropolitan nel 1982. Il soprano fino ad oggi è andata in scena al Met per novantasei rappresentazioni fino al 1999.
Un ruolo legato al suo nome è quello di Brunilde nell'Anello del Nibelungo, ripetutamente sostenuto nei principali teatri, tra cui spicca il ciclo completo diretto da Zubin Mehta a Chicago nel 1996.
Nel 1998 ha interpretato ad Amburgo il ruolo mezzosopranile di Ortrud in una nuova edizione del Lohengrin.

### Turandot
La Marton ha cantato per la prima volta l'impervio ruolo di Turandot a Vienna nel 1983 (accanto a José Carreras e Katia Ricciarelli), interpretando in seguito la principessa cinese in oltre cento repliche nei più importanti teatri del mondo (Milano, Verona, Venezia, New York, San Francisco, Chicago, Houston, Barcellona, Vienna e Londra). La Turandot del 1997 è stata anche l'ultima performance del soprano a Vienna (ventisette repliche nel ruolo). Complessivamente la Marton ha calcato le scene del Wiener Staatsoper per centotrenta rappresentazioni.
È stata la protagonista di sei produzioni televisive dell'opera, tra cui spiccano quelle dirette da Harold Prince (Vienna), David Hockey (San Francisco) e Franco Zeffirelli (New York), entrambe registrate e ripubblicate in DVD. Ha inciso il ruolo due volte, con Lorin Maazel e Roberto Abbado.

## Repertorio
| Ruolo                            | Titolo                         | Autore           |
| -------------------------------- | ------------------------------ | ---------------- |
| Morgana                          | Merlín                         | Albéniz          |
| Judith                           | Il castello di Barbablù        | Bartók           |
| Leonore                          | Fidelio                        | Beethoven        |
| Elena Margherita                 | Mefistofele                    | Boito            |
| Wally                            | La Wally                       | Catalani         |
| Marta                            | Tiefland                       | d'Albert         |
| Gertrud                          | Bánk bán                       | Erkel            |
| Maddalena di Coigny              | Andrea Chénier                 | Giordano         |
| Fedora                           | Fedora                         | Giordano         |
| Kostelnicka                      | Jenůfa                         | Janáček          |
| Violanta                         | Violanta                       | Korngold         |
| Contessa d'Almaviva              | Le nozze di Figaro             | Mozart           |
| La Gioconda                      | La Gioconda                    | Ponchielli       |
| Floria Tosca                     | Tosca                          | Puccini          |
| Kate Pinkerton                   | Madama Butterfly               | Puccini          |
| Minnie                           | La fanciulla del West          | Puccini          |
| Turandot                         | Turandot                       | Puccini          |
| Semirâma                         | Semirâma                       | Respighi         |
| La Zarina di Šemacha             | Il gallo d'oro                 | Rimskij-Korsakov |
| Matilde                          | Guglielmo Tell                 | Rossini          |
| Salome                           | Salome                         | Strauss          |
| Elektra Klytaemnestra            | Elektra                        | Strauss          |
| Primadonna/Ariadne               | Ariadne auf Naxos              | Strauss          |
| L'Imperatrice La moglie di Barak | Die Frau ohe Schatten          | Strauss          |
| Helena                           | Die ägyptische Helena          | Strauss          |
| Odabella                         | Attila                         | Verdi            |
| Leonora                          | Il trovatore                   | Verdi            |
| Aida                             | Aida                           | Verdi            |
| Elisabeth                        | Tannhäuser                     | Wagner           |
| Elsa Ortrud                      | Lohengrin                      | Wagner           |
| Brünnhilde                       | Die Walküre                    | Wagner           |
| Brünnhilde                       | Siegfried                      | Wagner           |
| Brünnhilde                       | Götterdämmerung                | Wagner           |
| Isolde                           | Tristan und Isolde             | Wagner           |
| Eva                              | Die Meistersinger von Nürnberg | Wagner           |
| Kundry                           | Parsifal                       | Wagner           |

## Discografia parziale
- Bartók, Bluebeard's Castle - Ádám Fischer, Andras Viragh, Eva Marton, Ferenc Sapszon, Hungarian State Orchestra, Samuel Ramey, Women of the Hungarian Radio and Television Chorus, 1988 SONY BMG/CBS
- Bottesini: Works for Double Bass, Vol. 3 - Gergely Járdányi, Eva Marton, István Lantos, 2002 HUNGAROTON
- Giordano, Andrea Chénier - Hungarian State Orchestra, Ferenc Sapszon, István Rozsos, József Moldvai, Giorgio Zancanaro, Tamara Takács, Eva Marton, Klára Takács, Gábor Vághelyi, Hungarian State Radio and Television Chorus, José Carreras, The Children's Choir of the Hungarian State Opera, 1987 SONY BMG/CBS
- Giordano, Fedora - Eva Marton, José Carreras, Veronika Kincses, János Martin, József Gregor, Hungarian Radio-Television Symphony Orchestra & Chorus, Giuseppe Patanè, CBS Records 1986
- Puccini, Tosca - Eva Marton, José Carreras, Juan Pons, Hungarian State Orchestra, Michael Tilson Thomas, 1990 Sony
- Respighi, Semirama - Eva Marton, Veronika Kincses, Lando Bartolini, Lajos Miller, László Polgár, Tamas Clementis, Hungarian State Orchestra, Lamberto Gardelli, 1991 HUNGAROTON

## DVD & BLU-RAY parziale
- Puccini, Turandot - Levine/Domingo/Mitchell, Deutsche Grammophon
- Strauss, R., Donna senz'ombra - Solti/Moser/Studer, Decca
- Verdi, Trovatore - Levine/Pavarotti/Milnes, Deutsche Grammophon
- Wagner, Lohengrin - Levine/Hofmann/Macurdy, Deutsche Grammophon
- Wagner, Tannhäuser - Levine/Cassilly/Weikl, Deutsche Grammophon
- Strauss, Elektra - Abbado/Marton/Fassbaender/Studer/Grundheber, 1989, Wiener Staatsoper